# Gerald Finnerman
Gerald Perry Finnerman (* 17. Dezember 1931 in Los Angeles, Kalifornien; † 6. April 2011 ebenda) war ein US-amerikanischer Kameramann und Regisseur.

## Leben
Finnerman war der Sohn des bekannten Kameramanns Perry Finnerman und wuchs in Los Angeles auf. Er besuchte die Hollywood High School, an der unter anderem auch Jonathan Silverman, Angelina Jolie, Michael Klesic, Nicolas Cage, Corbin Bernsen, Lenny Kravitz, David Schwimmer und Richard Dreyfuss waren. Im Anschluss an die High School studierte er an der Loyola Marymount University, einer privaten Jesuitenschule, an der er als Hauptfach „abnormale Psychologie“ belegte – ein Teilgebiet der klinischen Psychologie.
Am 11. Juli 1969 wurde er bei einem Flugzeugabsturz schwer verletzt, als er zusammen mit dem Regisseur Robert Sparr neue Drehorte in Colorado auskundschaftete. Der Absturz der viersitzigen Piper PA-20 Pacer in der Nähe von Penrose im Fremont County ist einer Kategorie von Flugunfällen zuzuordnen, die als Controlled flight into terrain bezeichnet wird: Der Pilot lenkte aus Unachtsamkeit die Maschine im Tiefflug auf Sicht gegen eine aufragende Felsformation. Der Pilot und Sparr kamen ums Leben, nur Finnerman überlebte. Die Verletzungen zwangen ihn, sechs Jahre lang eine Ganzkörperschiene aus Metall zu tragen.
Finnerman wurde 79 Jahre alt und fand seine letzte Ruhe auf dem Mount Sinai Memorial Park Cemetery in den Hollywood Hills.

## Karriere
Finnerman arbeitete zunächst als Kriegsfotograf, bevor er Kameraassistent und „Schärfezieher“ seines Vaters Perry Finnerman wurde, der zu dieser Zeit bei Warner Bros. als Kameramann unter Vertrag stand. Nach dem frühen Tod seines Vaters im Alter von nur 56 Jahren nahm sich Harry Stradling seiner an – ein guter Freund seines Vaters. Stradling beförderte Finnerman zum Kameramann und 1964 verließen beide Warner, um freiberuflich zu arbeiten. Sie arbeiten gemeinsam für Paramount Pictures, die Universal Studios und Columbia Pictures an Filmen wie Walk, Don’t Run mit Cary Grant sowie dem Jack-Lemmon-Film How to Murder Your Wife. Finnerman war Stradlings Kameramann, als dieser für die Verfilmung von My Fair Lady den Oscar für die beste Kameraführung erhielt. Später arbeitete er an The Lost Man mit Sidney Poitier in der Hauptrolle.
Als von Desilu Productions ein leitender Kameramann für die geplante Science-Fiction-Serie Raumschiff Enterprise gesucht wurde, empfahl Stradling Gerald Finnerman. Strandlings eigener Sohn Harry Stradling Jr. hatte das Angebot zuvor abgelehnt, da er bereits durch die Westernserie Rauchende Colts vertraglich gebunden war. Nach einem Treffen zwischen Robert Justman, Finnerman und Stradling ging Justman in das Büro von Gene Roddenberry, um diesem mitzuteilen, dass er einen Kameramann für die Serie gefunden habe. Roddenberry antwortete: „Wenn Sie ihn wollen, will ich ihn“ und ließ Finnerman einstellen.
Da Raumschiff Enterprise seine erste Fernsehserie als leitender Kameramann war, war er sich zunächst unsicher, ob er eine Serie dieses Umfangs drehen könne; schließlich war es Stradling, der ihn überredete den Auftrag anzunehmen. Finnerman war mit 32 Jahren somit einer der jüngsten leitenden Kameramänner in Hollywood und verdiente bis zu 800 US-Dollar pro Woche – eine hohe Summe für die damalige Zeit (entsprechend 6680 Dollar im Jahr 2025). Später sagte er: „Bei einer Serie wie ‚Star Trek‘ muss man an die Grenzen gehen, denn wenn man auf Nummer sicher geht, ist das Ergebnis wie ein Einheitsbrei bei einer Diät.“
Er verwendete Lichtplatzierungen und farbige Folienfilter als Stimmungsbeleuchtung. Durch den Einsatz diverser Beleuchtungstechniken und der Veränderung der Farben der Hintergrundwände entdeckte er, dass man mit einem einzigen Filmset eine ganze Reihe neuer Effekte und Tiefenwirkungen erzielen kann. Eine Verbesserung, die er einführte, waren unter anderem Effekte rund um den fiktiven „Transporter“, der Personen und Gegenstände in der Serie zwischen zwei Orten teleportieren kann. Finnerman erklärte: „Ich habe unten Scheinwerfer angebracht und oben Scheinwerfer, auf denen [die Schauspieler] standen. Dann ließ ich jemanden mit einem Dimmer die visuellen Effekte steuern – den Spezialeffekt, bei dem das Licht an- und ausgeht, und dann ‚zappten‘ sie.“ Diese Neuerung wurde später in vielen genreähnlichen Formaten adaptiert.
Finnerman arbeitete fast über die gesamte dreijährige Laufzeit der Originalserie für die Produktion und arbeitete zwischenzeitlich auch für die Agentenserie Kobra, übernehmen Sie, eine weitere frühe Produktion von Paramount in Zusammenarbeit mit Desilu.
1970 trat er der American Society of Cinematographers (ASC) bei, nachdem er von Stradling nominiert worden war. Später war er auch zeitweise Vizepräsident und Vorsitzender der Gesellschaft. Zudem war er, wie auch sein Vater, Mitglied der International Photographers Guild (IPG).
In den 1970er und 1980er Jahren wurde er für seine Arbeit an Kojak – Einsatz in Manhattan, der Miniserie Verdammt in alle Ewigkeit und The Gangster Chronicles mehrfach für den Primetime Emmy Award nominiert. Für seine Arbeit am Fernsehfilm Ziegfeld: The Man and His Women gewann er 1978 den Emmy in der Kategorie „Outstanding Cinematography in Entertainment Programming for a Special“.
1985 begann er seine Arbeit an Das Model und der Schnüffler, für die er zwei weitere Emmy-Nominierungen sowie zwei Nominierungen für die ASC Awards erhielt. 1986 lud ihn Gene Roddenberry ein, im Team von Raumschiff Enterprise – Das nächste Jahrhundert mitzuwirken, doch Finnerman lehnte das Angebot ab. 1996 wurde er als erster Kameramann für seine Kameraführung an der Originalserie von Raumschiff Enterprise in die „Hall of Fame“ der Producers Guild of America aufgenommen und im selben Jahr vom Motion Picture & Television Fund als ein Anwärter des „Philanthropic Man of the Year“ (dt. Philanthrop des Jahres) nominiert.
Im Jahr 2002 beendet Finnerman seine Karriere.

## Auszeichnungen
Primetime Emmy Awards
- 1978: Primetime Emmy Award in der Kategorie „Outstanding Cinematography in Entertainment Programming for a Special“ für Ziegfeld: The Man and His Women
- 1980: Nominiert in der Kategorie „Outstanding Cinematography for a Series“ für Verdammt in alle Ewigkeit (Folge Pearl Harbor)
- 1981: Nominiert in der Kategorie „Outstanding Cinematography for a Series“ für The Gangster Chronicles (Folge Chapter I)
- 1986: Nominiert in der Kategorie „Outstanding Cinematography for a Series“ für Das Model und der Schnüffler (Folge The Dream Sequence Always Rings Twice)
- 1988: Nominiert in der Kategorie „Outstanding Cinematography for a Series“ für Das Model und der Schnüffler (Folge Here’s Living With You, Kid)

American Society of Cinematographers Awards (ASC Awards)
- 1988: Nominierte in der Kategorie „Outstanding Achievement in Cinematography in Regular Series“ für Das Model und der Schnüffler (Folge Blonde on Blonde)
- 1989: Nominierte in der Kategorie „Outstanding Achievement in Cinematography in Regular Series“ für Das Model und der Schnüffler (Folge Here’s Living with You, Kid)

## Kamera (Auswahl)

### Film
- 1959: Der Galgenbaum
- 1960: Sunrise at Campobello
- 1961: 1000 Meilen bis Yokohama
- 1962: Die Tage des Weines und der Rosen
- 1964: Cheyenne
- 1964: My Fair Lady
- 1966: Nicht so schnell, mein Junge
- 1968: The Sunshine Patriot (Fernsehfilm)
- 1969: The Lost Man – Es führt kein Weg zurück
- 1970: Hunters Are for Killing (Fernsehfilm)
- 1970: Barquero
- 1970: Zehn Stunden Zeit für Virgil Tibbs (They Call Me Mister Tibbs!)
- 1971: Brother John – der Mann aus dem Nichts (Brother John)
- 1971: Hitched (Fernsehfilm)
- 1971: See the Man Run (Fernsehfilm)
- 1973: Genesis II (Fernsehfilm)
- 1973: Welcome to Arrow Beach
- 1973: Sssnake Kobra
- 1973: Jefferson Bolt – Reisender in Dynamit (That Man Bolt)
- 1974: Vergeltung in Nemo Town (Gone with the West; auch: Man Without Mercy)
- 1975: The Turning Point of Jim Malloy (Fernsehfilm)
- 1975: The First 36 Hours of Dr. Durant (Fernsehfilm)
- 1977: Die Angeklagte (In the Glitter Palace; Fernsehfilm)
- 1977: Corey: For the People (Fernsehfilm)
- 1977: Der Mann in der Todeszelle (Kill Me If You Can; Fernsehfilm)
- 1977: The Last Hurrah (Fernsehfilm)
- 1978: Keefer (auch: Behind the Lines; Fernsehfilm)
- 1978: Zwei Ladies im Wilden Westen (Go West, Young Girl; Fernsehfilm)
- 1978: Ziegfeld: The Man and His Women (Fernsehfilm)
- 1978: Der Höllenhund (Devil Dog: The Hound of Hell; Fernsehfilm)
- 1979: The Legend of the Golden Gun (Fernsehfilm)
- 1980: To Find My Son (Fernsehfilm)
- 1980: Treachery and Greed on the Planet of the Apes (Fernsehfilm)
- 1980: Forgotten City of the Planet of the Apes (Fernsehfilm)
- 1980: Farewell to the Planet of the Apes (Fernsehfilm)
- 1980: Back to the Planet of the Apes (Fernsehfilm)
- 1981: Bis zum letzten Schuß
- 1981: Die Hölle des Bill Carney (The Ordeal of Bill Carney; Fernsehfilm)
- 1982: Dirty Kid (Dangerous Company, Fernsehfilm)
- 1982: Leben auf Bestellung (The Gift Of Life; Fernsehfilm)
- 1982: Vater kratzt die Kurve (Drop-Out Father; Fernsehfilm)
- 1983: Immer auf die Kleinen
- 1983: Alpträume (Nightmares )
- 1983: Schwester Dulcinas 1-Dollar-Coup (September Gun; Fernsehfilm)
- 1983: Sawyer and Finn (Fernsehfilm)
- 1984: Chefarzt Dr. Welby (Fernsehfilm)

### Fernsehserien
- 1966–1968: Raumschiff Enterprise
- 1967: Kobra, übernehmen Sie
- 1969: FBI
- 1970–1972: The Bold Ones: The New Doctors
- 1972: Notruf California
- 1972–1973: Hec Ramsey
- 1972–1973: Rod Serling’s Night Gallery
- 1973–1974: Kojak – Einsatz in Manhattan
- 1974: Planet der Affen
- 1975: Make-Up und Pistolen
- 1975–1976: Joe Forrester
- 1977: The Feather & Father Gang
- 1977: Quincy
- 1977: Tabitha
- 1978: Quark
- 1978: Fantasy Island
- 1979: Salvage 1
- 1979: Verdammt in alle Ewigkeit (From Here to Eternity; Miniserie)
- 1980: Die Traumfabrik (The Dream Merchants; Miniserie)
- 1981: The Gangster Chronicles (Miniserie)
- 1983–1984: Bay City Blues
- 1984: Mike Hammer
- 1983–1985: Die unglaublichen Geschichten von Roald Dahl
- 1985–1989: Das Model und der Schnüffler
- 1990: Capital News
- 1990–1991: Eine Wahnsinnsfamilie (Parenthood)
- 1992: Nicht ohne meine Mutter
- 1995: Double Rush
- 1995: Too Something

## Regie (Auswahl)
- 1979: Salvage 1 (Folge Operation Breakout)
- 1988: Das Model und der Schnüffler (Folge Los Dos Dipestos)
- 1989: Das Model und der Schnüffler (Folge Perfect)
- 1972: Rod Serling’s Night Gallery (Folge She’ll Be Company for You)
- 1973: Rod Serling’s Night Gallery (Folge Hatred Unto Death/How to Cure the Common Vampire)